# La bóveda
La bóveda (en inglés: The Vault) es una película estadounidense de suspenso dirigida por Dan Bush y escrita por Dan Bush y Conal Byrne. La película está protagonizada por Francesca Eastwood, Taryn Manning, Scott Haze, Q'orianka Kilcher, Clifton Collins Jr. y James Franco. Se estrenó el 1 de septiembre de 2017, por FilmRise.

## Sinopsis
Dos hermanas traman un plan para robar un banco y así salvar a su hermano. El robo comienza sin problemas, pero la situación termina volviéndose caótica.

## Reparto
- Francesca Eastwood como Leah Dillon.
- Taryn Manning como Vee Dillon.
- Scott Haze como Michael Dillon.
- Q'orianka Kilcher como Susan Cromwell.
- Clifton Collins Jr. como Detective Iger.
- James Franco como The Assistant Manager/Ed Maas.
- Keith Loneker como Cyrus.
- Jeff Goma como James Aiken.
- Jill Jane Clements como Mary.
- Michael Milford como Kramer.
- Aleksander Vayshelboym como Ben.
- Debbie Sherman como Lauren.
- Lee Broda como Nancy.
- Anthony DiRocco como Mark Fishman.
- Dmitry Paniotto como Max.
- Adina Galupa como Rebecca.
- Beatriz Hernandez como Pamela.
- Cecm cristin Azure como Baghead Samantha.
- Rebecca Ray como Samantha.
- Juan D. Hickman como Marty.
- Robin Martino como Baghead Rebecca.
- Keenan Rogers como Baghead Thomas.

## Estreno
El 5 de noviembre de 2016, FilmRise adquirió los derechos de distribución para la película. La película se estrenó el 1 de septiembre de 2017, por FilmRise.